# مهوش صبركن
مهوَش صبركَن (6 يونيو - 1960)، هي ممثلة وفنانة إيرانية، متزوجة من الفنان الإيراني محمود باك نيت.

## عن حياتها
بدأت مهوش من عام 1977 بالتمثيل المسرحي الاحترافي، وبدأت معه العمل في التمثيل التلفزيوني، وبعدها أيضاً مثلت بالعديد من المسرحيات التلفزيونية ودرست التمثيل المسرحي للأطفال والناشئة.

## الأفلام
1985 | «الشكليات».
1986 | «الدوريات».
1988 | «في طريق الرياح».
1995 | «غزال».
2001 | «صنوبر».
2005 | «مكانه ليس خالياً بعد الآن».
2009 | «زمهریر».
2011 | «أحلى من الحياة».
*المسلسلات:
«دع الشمس تشرق».
«الركوب القديم».
2000 «بعد المطر».
2001 «الشباب».
2004 «رسم الهوس».
2008 «يوسف الصديق».